# Gál Sándor (politikus)
Gál Sándor (Gyergyóújfalu, 1855. december 13. – Szászrégen, 1937. szeptember 4.) politikus, országgyűlési képviselő, a képviselőház elnöke, belügyminisztériumi államtitkár.

## Életpályája
Szegény székely primipilus családban született, édesapja dr. Gál Elek az 1848-49-íki szabadságharcot Bem hadseregében küzdötte végig három fivérével együtt. A világosi fegyverletétel után Törökországba menekült, ahonnan csak az általános amnesztia után tért haza. Édesanyja Gergely Karolina.
Elemi iskolai tanulmányait Gyergyószentmiklóson kezdte meg 1865-ben és ott folytatta tanulmányait a reáliskolákban, ahonnan a csíksomlyói gimnáziumba lépett át, majd innen Marosvásárhelyre és Kolozsvárra ment. Középiskolai és egyetemi tanulmányait a katholikus székely-alaptól nyert támogatással végezte el. Jogi tanulmányait a kolozsvári egyetemen fejezte be.
Szászrégenben volt gyakorló ügyvéd, itt nyitotta meg irodáját. Maros-Torda vármegye közéletében nagy tevékenységet fejtett ki. Zászlóvivője volt a megyében a szász nemzetiségi túlkapások ellen küzdő magyarságnak. Az 1901. évi általános választások alkalmával a nyárádszeredai kerület régi szabadelvű képviselője helyére Kossuth-párti programmal megválasztották (1905-ben is). 1905–1910 között a mentelmi bizottság elnöke volt. Az 1905. évi nemzeti küzdelem tevékeny harcosa volt. 1906-ban ismét megválasztották. 1909. november 13. és 1910. március 21. között a képviselőház elnöke volt. 1916-ban az összeférhetetlenségi bizottság helyettes elnöke lett. 1918-ban belügyi államtitkárrá nevezték ki, de a forradalomkor a Károlyi Mihály-kormány azonnal felmentette állásából. A 48-as alkotmánypárt tagja volt.
1914. március 26-án Budapesten, a Ferencvárosban feleségül vette a nála 25 évvel fiatalabb Kochmeister Alojzia Margitot.